# Carlos Henrique dos Santos Souza
Carlos Henrique dos Santos Souza oder einfach nur Henrique (* 2. Mai 1983 in São Gonçalo, Brasilien) ist ein ehemaliger brasilianischer Fußballspieler, der zuletzt für Fluminense Rio de Janeiro spielte. Seine bevorzugte Position war die des Verteidigers.

## Titel und Erfolge
- Französischer Vize-Meister mit Girondins Bordeaux: 2006, 2008
- Französischer Ligapokalsieger mit Girondins Bordeaux: 2007